# Clostridium sordellii
Clostridium sordellii es una especie de bacteria anaerobia gram positiva, del género Clostridium. En determinadas circunstancias puede ocasionar enfermedad en humanos y animales. Fue descubienta en 1922 por el microbiólogo argentino Alfredo Sordelli, que en principio la denominó Bacillus oedematis sporogenes.

## Descripción
Clostridium sordellii es una bacteria anaerobia, es decir tiene la capacidad de vivir en ausencia de oxígeno. En raras ocasiones es capaz de producir toxinas que pueden causar la muerte. Esta bacteria se ha aislado del suelo. Puede colonizar, sin provocar síntoma alguno, el intestino y la cavidad vaginal de individuos normales. Esta condición, denominada colonización, no ocasiona problemas de salud a las personas que la cursan. Se estima que la vagina de alrededor del 18% de las mujeres sanas no embarazadas está colonizada por alguna especie de Clostridium, de las cuales corresponde únicamente 1% a Clostridium sordellii. 
En determinadas circunstancias excepcionales, por motivos no totalmente conocidos, esta bacteria puede multiplicarse, provocar infección general del organismo (sepsis) y generar toxinas, las cuales originan un cuadro de choque tóxico que en ocasiones causa la muerte del individuo afectado. Se han descrito algunos casos después de aborto inducido, tras parto o enfermedades ginecológicas. También en adictos a drogas que por vía intravenosa se autoadministraron sustancias contaminadas con la bacteria.